# El Solarón
El Solarón es el apodo que reciben dos terrenos en la zona central de la ciudad de Gijón, Asturias. Los solares provienen de la demolición en 2011 de las estaciones de Gijón-Jovellanos y Gijón-Cercanías por motivo del desarrollo inicial del Plan de Vías. En un futuro y tras urbanizarse correctamente, El Solarón será un parque urbano con 167.000 metros cuadrados de zonas verdes, si bien incluirá edificios en sus laterales.
El solar occidental (Gijón-Jovellanos) se prolonga desde el parque de Moreda hasta el Museo del Ferrocarril y el solar oriental (Gijón-Cercanías) desde el museo hasta la plaza del Humedal. Estos solares estaban destinados desde un inicio a la construcción de edificios y torres de viviendas, así como a la edificación de viales, zonas verdes y la Nueva Estación Intermodal. Sin embargo, nunca se edificó en ningún solar debido al bloqueo del Plan de Vías. Ante la situación de bloqueo, en 2016 el solar ubicado más próximo a El Centro abrió como una zona verde provisional cuyo nombre oficial es jardines del Tren de la Libertad, rindiendo homenaje al Tren de la Libertad. 
Sin embargo, los planes de edificar continuaron y en 2019 se aprobó su ordenación urbanística. Debido a un fuerte rechazo ciudadano, que exigía la conversión de ambos solares en un gran parque, en 2023 el Ayuntamiento modificó totalmente su enfoque y propuso impulsar un gran parque en ambos solares reduciendo la superficie a construir. Finalmente, en 2025 se optó por rediseñar el planteamiento original para alcanzar el mayor número de edificabilidad posible y aún así aumentar la superficie de zonas verdes. 

## Descripción
Cuenta con una superficie de más de 45 000 m², lo que lo convierte en uno de los parques más grandes de Gijón. Asimismo, es uno de los mayores espacios verdes del centro de la ciudad, cumpliendo en Gijón la función de gran zona verde céntrica que otras ciudades sí tienen.

## Historia
Ya en 1782 Jovellanos había impulsado un plan para que los terrenos se convirtieran en el primer parque público de Gijón, conocido como el paseo de la Estrella o laberinto del Humedal.Ha sido contemplada como posible la existencia en el Solarón de restos de una muralla y un foso del siglo XIX, en el contexto de las guerras carlistas. Un plano de 1835 trazado por José Castelar deja constancia de este hecho.
Desde 1852 el actual Solarón estaría totalmente ocupado por las instalaciones ferroviarias de la estación de El Humedal. Las vías del ferrocarril de Langreo se ubicaban entre el barrio de Laviada y la zona de Fomento, causando una división urbanística considerable entre el oeste y el centro de la ciudad.

### Origen en el Plan de Vías (2002-2016)
En 2002 se aprueba la construcción del túnel ferroviario del metrotrén y la de una estación intermodal subterránea bajo la ubicación de la entonces estación de El Humedal. Esto liberaría amplias zonas en superficie que sería aprovechado para construir viviendas (la venta de parcelas sería clave para financiar el Plan de Vías), nuevos viales y zonas verdes.
En 2005 se modifica la ubicación de la Estación Intermodal hasta Moreda. Por lo tanto, los terrenos liberados por la demolición de la estación de El Humedal podrían edificarse con mucha más facilidad. En base a esta premisa, en 2006 Junquera Arquitectos gana un concurso internacional donde se elegía el diseño de las actuaciones urbanísticas de los terrenos liberados. Este diseño incluía 6 torres de 100 metros paralelas al Museo del Ferrocarril, nuevas calles y siete edificios residenciales de seis plantas con una cubierta de cristal entre ellos para cubrir los espacios libres resultantes.
El proyecto urbanístico se aprobó el 1 de agosto de 2008 por el pleno del Ayuntamiento de Gijón y se denominó plan especial para la Integración del Ferrocarril en la ciudad de Gijón. El plan urbanístico clasificó los usos del suelo de una bolsa de terreno de 39&n sp;766 metros cuadrados en base al diseño de edificios y calles del proyecto de Junquera Arquitectos.De esta superficie, el Plan Especial configuró 9883 metros cuadrados para usos ferroviarios, 11 578 para espacios libres y equipamientos, 7.456 para usos viarios y 10 758 metros cuadrados para edificar residencias. Fue aprobado por PSOE (13) e IU (2) con los votos en contra del PP (12).

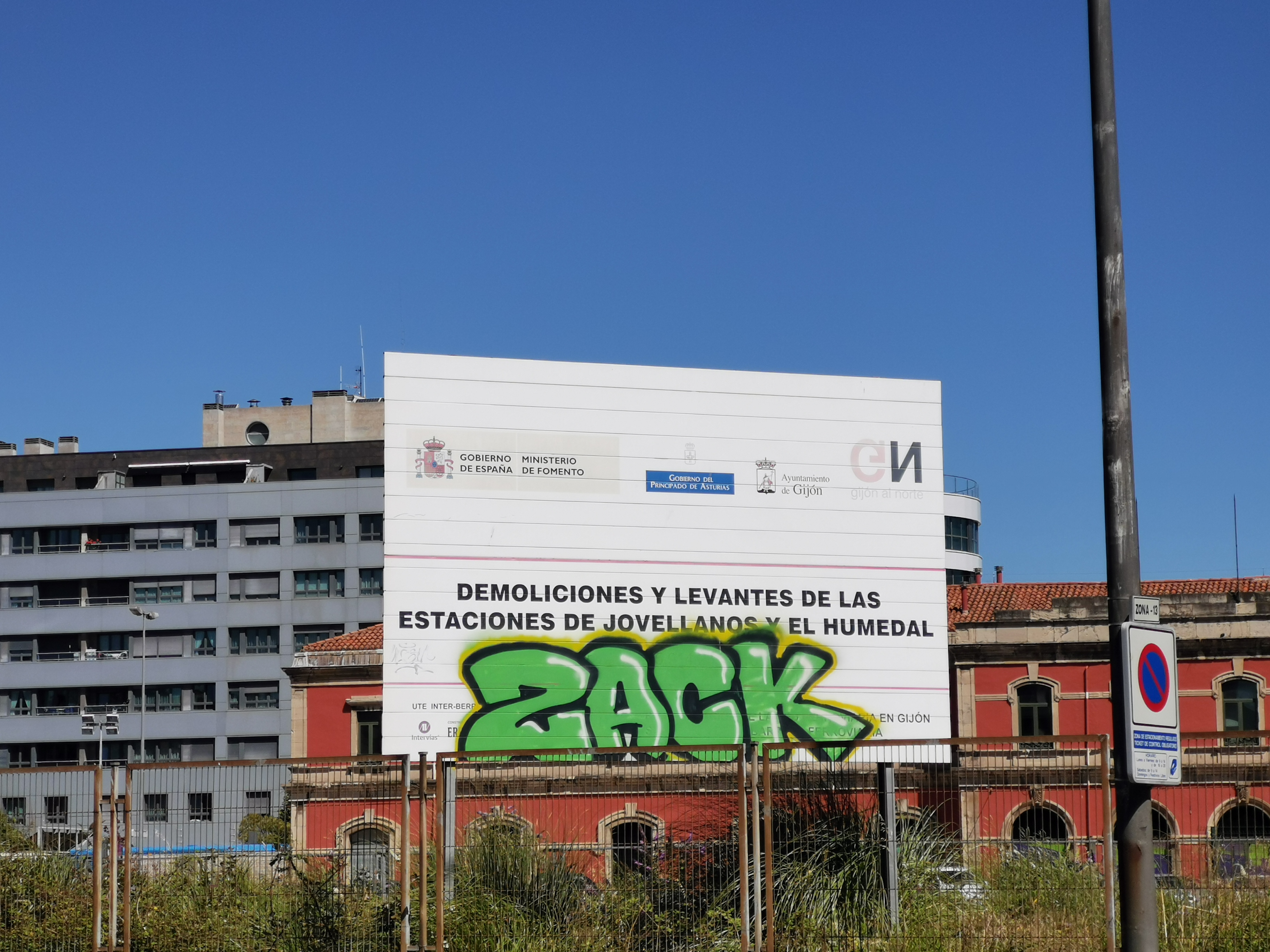
Demoliciones de las estaciones de Jovellanos y El Humedal (2011)

En junio de 2011 fueron demolidas las estaciones de Gijón-Jovellanos y Gijón-Cercanías, dejando un gran espacio baldío que la ciudadanía denominó como El Solarón. No obstante, el inmueble de la estación de El Humedal se demolió en 2014, aunque las vías se retiraron en 2011. En 2011 abre un paso peatonal entre Laviada y el Museo del Ferrocarril.

### Conversión como zona verde provisional (2016-2023)
Ante la situación de insalubridad que generó el terreno baldío y con la paralización del Plan de Vías en 2011, el Ayuntamiento decidió acondicionar el espacio entre el museo del Ferrocarril y El Humedal como zona verde. Esta zona verde tendría un carácter provisional hasta que se pueda retomar el Plan de Vías y vender las parcelas para su construcción.
El 13 de enero de 2016, el Pleno del Ayuntamiento de Gijón decidió darle el nombre de Jardines del Tren de la Libertad al espacio proveniente de la demolición de la antigua estación de El Humedal, entre la iglesia de San José y el Museo del Ferrocarril. La moción fue aprobada por veinticuatro votos de veintisiete, siendo aprobada por todos los grupos de la corporación excepto por el del Partido Popular. El 8 de marzo de ese mismo año fue inaugurado, coincidiendo con el Día Internacional de la Mujer Trabajadora.
Paralelamente, entre marzo y mayo de 2016 estuvieron a subasta por 70,3 millones de euros dos parcelas que sumaban 7.602 metros cuadrados en El Solarón. Ninguna fue vendida.

### Desbloqueo del desarrollo urbanístico (2019-2023)
En enero de 2019 el pleno del Ayuntamiento de Gijón aprueba el Plan General de Ordenación Urbana, siendo alcaldesa Carmen Moriyón (FORO). Este plan, a lo que respecta a El Solarón, eliminó el planteamiento urbanístico del solar sin acondicionar entre Carlos Marx y el Museo del Ferrocarril, puesto que esta zona estaba sujeta a una posible construcción de la Estación Intermodal (ubicación finalmente descarta en 2022). Por su parte, la parte correspondiente a los Jardines del Tren de la Libertad mantuvo el mismo planteamiento urbanístico que el plan especial aprobado en 2008 en cuanto a las parcelas, aunque modificando la ordenación de las parcelas.
En octubre de 2019 el gobierno de Ana González (FSA-PSOE) aprobó el plan de edificación y ordenación urbana de la parcela, un proyecto valorado en 3,7 millones de euros y que incluía zonas verdes, nuevos viales y la edificación de viviendas de lujo. Nunca se materializaría.

#### Críticas al desbloqueo
El movimiento ha sido calificado como «pelotazo urbanístico», como un caso más de especulación inmobiliaria en la ciudad. Algunas plataformas en defensa del parque han señalado, respecto a esto, que el problema de vivienda en la ciudad no se debe a la falta de pisos sino a los «precios desorbitados», que la hacen inaccesible para gran parte de la población. De este modo, los contrarios a la edificación de viviendas de lujo en el Solarón argumentan que no serviría para solucionar el problema de vivienda, sino para satisfacer a las grandes constructoras que se beneficiarían del movimiento.
Según Ana González, alcaldesa de la ciudad entre 2019 y 2023, con la venta de los terrenos se financiaría parte del llamado Plan de Vías. Sin embargo, esto ha generado escepticismo, pues dicho plan cuenta con numerosos retrasos y el dinero obtenido que se calcula obtener por los terrenos es insuficiente para su financiación. Colectivos vecinales han expresado su preocupación porque al final se acabe urbanizando la zona sin que ello sirva para tener las nuevas infraestructuras del Plan de Vías, ante el estado de paralización en que se lleva encontrando tanto tiempo. Por otra parte, el dinero resultante de las ventas de las parcelas irá destinado a la plataforma Gijón al Norte, pero no al Plan de Vías. Dicha plataforma atraviesa problemas económicos después de una sentencia judicial que les obligó a pagar 370 000 euros a la empresa que retiró las vías. Las asociaciones de vecinos también recalcaron que la financiación que se espera obtener para el Plan de Vías mediante la urbanización del parque puede obtenerse por otros medios.
Por otra parte, las operaciones inmobiliarias podrían suponer una vulneración a la Ley de Patrimonio si se realizan sin ningún estudio previo que confirme que no se encuentran restos de la muralla en los terrenos de El Solarón.

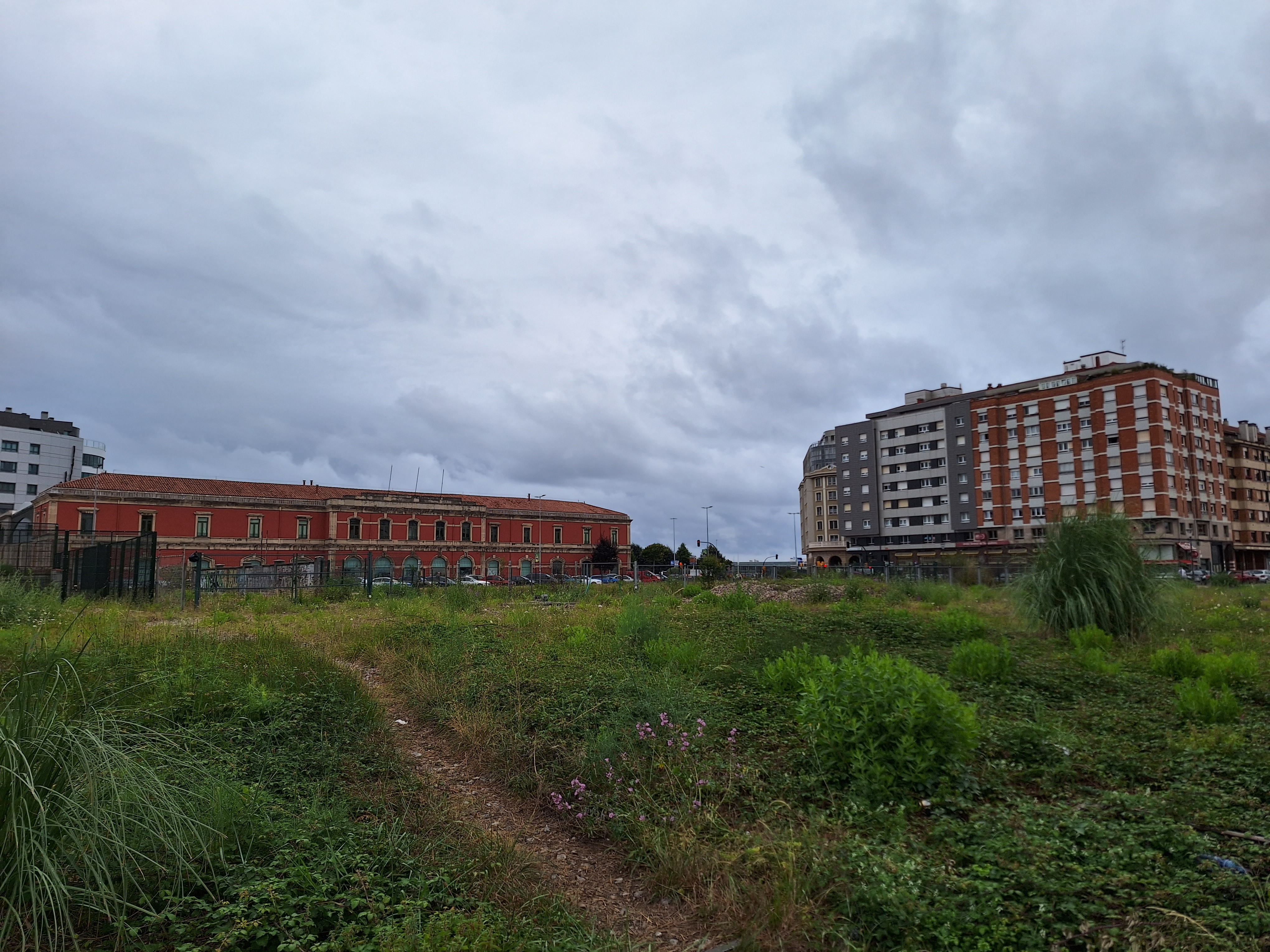
Terreno baldío sin acondicionar junto al Museo del Ferrocarril

Organizaciones vecinales se han situado contra la construcción de viviendas en los Jardines y han propuesto que el parque se mantenga en manos públicas para conservar su actual uso. De este modo, serviría como espacio verde para el barrio de Laviada, exigencia que las asociaciones de vecinos llevan años reclamando. Además los vecinos han recalcado que no se oponen al Plan de Vías como tal, sino que sólo quieren mantener el espacio verde.

##### Un pulmón para el Solarón
En 2019 se presentó la plataforma vecinal Un pulmón para el Solarón. El objetivo de dicha plataforma es preservar el Solarón como zona verde, oponiéndose a los planes de venta de los terrenos para la edificación. Entre otras actuaciones, presentaron una recogida de firmas. Al cabo de un mes ya llevaban recogidas más de 1 500 firmas. El 7 de octubre de 2019 entregaron en el registro un documento con las más de 3 000 firmas recogidas por la asociación, pidiendo que el Solarón se conserve como parque.
El 7 de septiembre de 2019 por una iniciativa vecinal fueron plantados casi un centenar de abedules. Junto a los árboles se situaron carteles con mensajes de «cuídame» o «riégame». El fin de esta acción es reivindicar el Solarón como parque y como espacio verde para la ciudad.

### Reorganización de la edificabilidad (desde 2023)
En 2023 Carmen Moriyón regresa a la alcaldía de Gijón tras formar gobierno municipal con el Partido Popular. A pesar de que su partido (Foro Asturias) aprobara en 2019 la edificación en El Solarón, en su tercer mandato abandonó este planteamiento y se comprometió a la conversión de los Jardines del Tren de la Libertad en parque permanente. Además, viendo que la Estación Intermodal no se construirá en las cercanías del Museo del Ferrocarril, propuso la expansión del parque hasta unificarlo con el parque de Moreda.A nivel político, aparte de Foro Asturias también apoyan la conversión como parque de El Solarón Izquierda Unida y Podemos. El PP y el PSOE, por otro lado, prefieren asegurar la viabilidad económica del Plan de Vías edificando en El Solarón.
En marzo de 2025 el ministerio de Transportes aceptó aumentar la superficie de zonas verdes previstas para El Solarón. El estudio b720 diseñó el parque a nivel urbanístico y presentó dos versiones. En una la edificabilidad se reducía un 30% mediante la eliminación de algunas parcelas destinadas a edificios y en otra seguía siendo del 100%, con la misma cantidad de edificios que en la primera versión, sólo que serían de mayor altura para poder mantener la misma edificabilidad. Con independencia de la alternativa, la superficie de zonas verdes, anexando al vecino parque de Moreda, será de 167.000 metros cuadrados, 26.000 más, permitiendo formar, tras combinarlo con el parque de Moreda, el segundo mayor parque de la ciudad, por detrás del parque de Los Pericones.